# Stephen Twigg

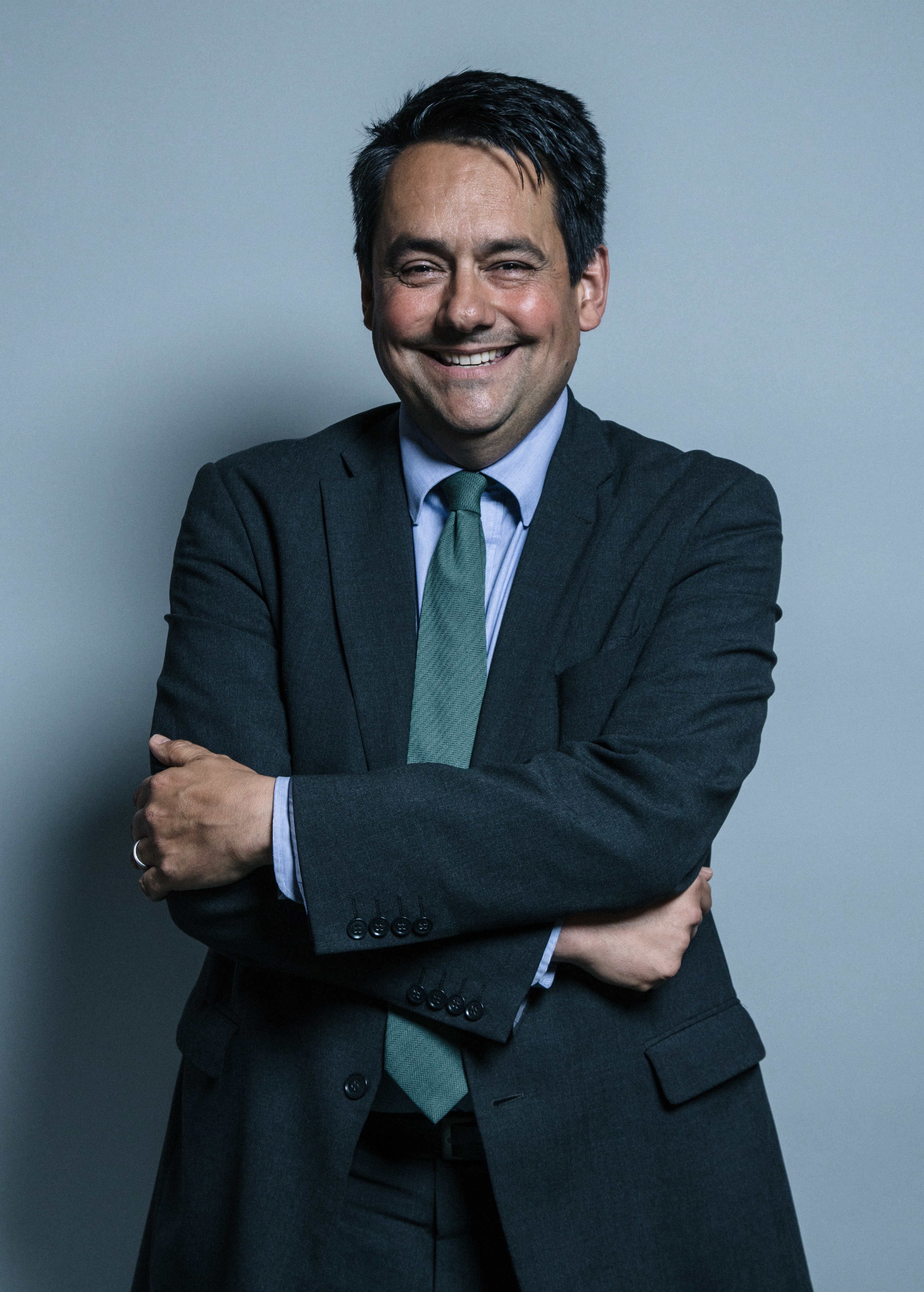
Stephen Twigg

Stephen Twigg (* 25. Dezember 1966 in Enfield, London) ist ein britischer Politiker der Labour Party.

## Leben
Twigg wurde 1966 in Enfield, London geboren. Er besuchte die Grange Park Primary School und die Southgate Secondary School. Am Balliol College in Oxford studierte Twigg Philosophie, Politik und Wirtschaftswissenschaften. 1990 war er Präsident der studentischen Organisation National Union of Students. 
Von Mai 1997 bis Mai 2005 war er Abgeordneter im britischen Unterhaus für den Wahlbezirk Enfield Southgate. Er gewann den Wahlbezirk 1997 gegen den konservativen Politiker Michael Portillo und verlor 2005 den Wahlkampf gegen David Burrowes.
Im Zuge der Unterhauswahlen 2010 kehrte Twigg als Abgeordneter in das Parlament zurück und vertritt seither dort den Wahlkreis Liverpool West Derby. Im Juli 2019 verkündete er, bei den kommenden Parlamentswahlen nicht erneut antreten zu wollen.
Twigg lebt offen homosexuell. Twigg gehört gemeinsam mit David Borrow, Ben Bradshaw, Angela Eagle und Gordon Marsden zu den ersten offen homosexuellen Abgeordneten im House of Commons.